# Differenzkokern
Der  Differenzkokern  ist ein mathematischer Begriff aus dem Teilgebiet der Kategorientheorie. Es handelt sich um den zum Differenzkern dualen Begriff. Alternative Bezeichnungen sind Koegalisator oder, der englischen Bezeichnung nachempfunden, Koequalizer. Auch die Schreibweisen mit „c“, das heißt Differenzcokern, Coegalisator bzw. Coequalizer, sind gebräuchlich.

## Definition
In einer Kategorie  seien zwei Morphismen {\displaystyle f,g\colon X\rightarrow Y} gegeben. Ein Differenzkokern von {\displaystyle f} und {\displaystyle g} ist ein Morphismus {\displaystyle q\colon Y\rightarrow Z} mit folgenden Eigenschaften:
- {\displaystyle q\circ f=q\circ g}
- Ist auch {\displaystyle q'\colon Y\rightarrow Z'} ein Morphismus mit {\displaystyle q'\circ f=q'\circ g}, so gibt es einen eindeutig bestimmten Morphismus {\displaystyle c\colon Z\rightarrow Z'} mit {\displaystyle q'=c\circ q}.[1][2]
{\displaystyle {\begin{array}{ccccc}X&{\underset {f}{\overset {g}{\rightrightarrows }}}&Y&{\xrightarrow {q}}&Z\\&&&\searrow ^{q'}&\downarrow ^{c}\\&&&&Z'\\\end{array}}}

## Beispiele
- In der Kategorie Set der Mengen oder der Kategorie Top der topologischen Räume seien {\displaystyle f,g\colon X\rightarrow Y} wie in obiger Definition. Es sei weiter {\displaystyle Q} die kleinste Äquivalenzrelation auf {\displaystyle Y}, die alle Paare {\displaystyle (f(x),g(x)),\ x\in X} enthält. Dann ist die Identifizierungsabbildung {\displaystyle q\rightarrow Y/Q} ein Differenzkokern von {\displaystyle f} und {\displaystyle g}.[3]
- In der Kategorie {\displaystyle R}-Mod der Linksmoduln über einem Ring {\displaystyle R}  sei  in der Situation obiger Definition {\displaystyle Q} der von allen Differenzen {\displaystyle f(x)-g(x),\ x\in X} erzeugte Untermodul von {\displaystyle Y}. Dann ist die Quotientenabbildung {\displaystyle q\rightarrow Y/Q} ein Differenzkokern von {\displaystyle f} und {\displaystyle g}. Dies ist also nichts anderes als der Kokern der Differenz {\displaystyle f-g}, was die Bezeichnung Differenzkokern erklärt.
- Hat die betrachtete Kategorie Nullobjekte und ist in der Situation obiger Definition {\displaystyle g=0_{XY}} der Nullmorphismus {\displaystyle X\rightarrow Y}, so ist ein Differenzkokern von {\displaystyle f} und {\displaystyle 0_{XY}} nichts anderes als ein Kokern von {\displaystyle f}. Damit ist jeder Kokern ein Beispiel für einen Differenzkokern.

## Bemerkungen
- Differenzkokerne sind nicht eindeutig bestimmt. Sind aber in der Situation obiger Definition {\displaystyle q\colon Y\rightarrow Z} und {\displaystyle {\tilde {q}}\colon Y\rightarrow {\tilde {Z}}} zwei Differenzkokerne von {\displaystyle f} und {\displaystyle g} so folgt aus der Eindeutigkeiteigenschaft, dass es einen eindeutig bestimmten Isomorphismus {\displaystyle c\colon Z\rightarrow {\tilde {Z}}} mit {\displaystyle {\tilde {q}}=c\circ q} gibt. Differenzkokerne sind also bis auf (eindeutige) Isomorphie bestimmt, weshalb man oft von dem Differenzkokern spricht.
- In einer weiteren sprachlichen Ungenauigkeit nennt man das Objekt {\displaystyle Z} den Differenzkokern. Der eigentlich gemeinte Morphismus ist dann immer eine naheliegende Quotientenabbildung und bleibt daher unerwähnt.
- Man sagt, eine Kategorie habe Differenzkokerne, wenn es zu je zwei Morphismen {\displaystyle f,g\colon X\rightarrow Y} einen Differenzkokern gibt. Die in den obigen Beispielen genannten Kategorien Set, Top und {\displaystyle R}-Mod haben offenbar Differenzkokerne.
- Die Differenzkokerne einer Kategorie sind genau der Differenzkerne der dualen Kategorie.
- Ein Morphismus {\displaystyle q\colon Y\rightarrow Z} ist genau dann ein Differenzkokern von {\displaystyle f,g\colon X\rightarrow Y}, wenn das Diagramm
{\displaystyle {\begin{array}{ccc}X&{\xrightarrow {f}}&Y\\\downarrow ^{g}&&\downarrow ^{q}\\Y&{\xrightarrow {q}}&Z\\\end{array}}}

ein Pushout ist.
- Jeder Differenzkokern ist ein Epimorphismus. Die Umkehrung gilt im Allgemeinen nicht, diejenigen Epimorphismen, die als Differenzkokern auftreten, nennt man regulär.
- Differenzkokerne sind spezielle Kolimiten, nämlich die von Funktoren {\displaystyle {\mathcal {I}}\rightarrow {\mathcal {C}}} (auch {\displaystyle {\mathcal {I}}}-förmige Diagramme genannt), in welchen die Kategorie {\displaystyle {\mathcal {I}}} aus zwei Objekten mit jeweiligen Identitäten und zwei parallelen Morphismen zwischen ihnen besteht.